# Arkhangelsky Ar-2
L'Arkhangelsky Ar-2 (in caratteri cirillici Архангельский Аp-2) fu un bombardiere in picchiata monoplano bimotore progettato dall'ingegnere Aleksandr Aleksandrovič Archangel'skij allo TsAGI e sviluppato in Unione Sovietica nei tardi anni trenta.
Derivato dal bombardiere Tupolev ANT-40, allo sviluppo del quale collaborò anche Archangel'skij, ed identificato con una serie di designazioni varie, SB-RK. RK, KR prima di adottare quella relativa al progettista principale, venne prodotto in piccola serie ed impiegato per breve tempo nei reparti di prima linea della Voenno-vozdušnye sily, l'aeronautica militare sovietica, fino alla sua sostituzione con i più moderni ed efficaci Petlyakov Pe-2 e Tupolev Tu-2.

## Utilizzatori
Unione Sovietica
- Voenno-vozdušnye sily